# Nismes
Pour l’article ayant un titre homophone, voir Nîmes.
Nismes (prononcé : [niːm] ; en wallon : Nîme) est une section de la commune de Viroinval située en Région wallonne dans la province de Namur. Elle y abrite le siège administratif de la commune. Elle est bornée au nord par Dourbes; à l'est par Olloy et Oignies; au sud, elle touche à Couvin, et à l'ouest, à Petigny et à Frasnes-lez-Couvin. Les habitants sont surnommés les Crayas, appellation wallonne du mâchefer, en souvenir de l’extraction du fer, d’où aussi le lieu-dit Fondry (fonderie).
Elle se situe dans le Parc national de l'Entre-Sambre-et-Meuse créé en 2022.
C'était une commune à part entière avant la fusion des communes de 1977.

## Géographie

### Situation
Situé dans la vallée de l'Eau Noire, le village de Nismes est surtout connu pour ses réserves naturelles et ses curiosités géologiques de la région calcaire de la Calestienne comme le Fondry des Chiens, le Fondry Matricolo et la Roche Trouée. Il existe un petit train touristique pour un circuit d'une heure au travers des différentes régions de l'entité.

### Hydrographie
Un bras de l'Eau Noire, après la traversée des grottes de Neptune, réapparait près du centre de Nismes, à la grotte du Pont d’Avignon pour rejoindre le bras principal de l'Eau Noire. Cette réapparition d'eau n'est autre qu'une résurgence (prouvée par l'utilisation d'un colorant).

### Morphologie urbaine

#### Hameaux et lieux-dits
Le village de Nismes possède plusieurs hameaux et lieux-dits :
Sainte-Anne, Saint-Joseph, Pont Polet, Regniessart, Inzèvaux, Tienne del Batieulle, Petit Breumont, Grand Breumont, Tienne Morainy, Les Abannets, Les Gréats, Tienne du Fourneau, Tienne du Boulîs, Chalaine, Coubry, Tienne, Montagne aux Buis, Tienne des Tanneurs, Roche à Lomme, Revers des Hesses, Roche aux Faucons, Haut Champ, Trois Champs, Baterage, Ternia d'Honte, Les Nobuissons, Croix Jean Lambert, Fond des Tournelles, Le Bossu et Fond Coco.

## Évolution démographique
- Source: DGS, 1831 à 1970=recensements population, 1976= habitants au 31 décembre

## Histoire
Nismes est un des plus anciens habitats de la région, on y a découvert des vestiges antérieurs au magdalénien (paléolithique supérieur), des tombes et des retranchements gallo-romains et mérovingiens.
Avec Couvin et Frasnes, le village fait partie du domaine de l’abbaye Saint-Germain-des-Prés à Paris; cédés au roi de France, Robert le Pieux, ces villages sont compris en 996 dans la dot de sa sœur Hedwige, qui épouse le comte de Hainaut Regnier IV. Cent ans plus tard, le comte Baudouin, partant en croisade, vend Couvin et ses dépendances à Otbert, au prince-évêque de Liège. Désormais et jusqu’à la fin de l’Ancien Régime, Nismes va dépendre de la châtellenie de Couvin.
Son château, détruit peu après 1096, est reconstruit en 1148 par Henri de Leyen, prince-évêque. Il sera détruit définitivement en 1554 par les troupes d’Henri II, roi de France. Au XVe siècle, Nismes est le siège d’une foire et compte des bourgeois.
En 1469, une troupe de 300 soldats bourguignons a exécuté la sentence et détruit en partie les remparts de Couvin et de Nismes.
En 1544, Nismes et les villages voisins sont sollicités par la ville de Couvin pour se défendre contre les bandes de soldats pillards..
En 1555, le Duc de Nevers, battu par les troupes espagnoles de Guillaume de Nassau venant de Givet, leur cède Fagnolles, Couvin et Boussu, dont les forts servent d'avant-poste à Mariembourg. Le Taciturne détruit ces forteresses, tandis que le château-fort de Nismes est incendié par les Français.
En 1730, le général espagnol et nismois Pierre Bosseau, Marquis de Châteaufort, rend visite à Nismes. Décédé en 1741 à Zamora en Espagne, il était alors Capitaine-Général de la vieille Castille et Vice-Roi de Catalogne. Lors de sa visite, il fait don à l'église de Nîmes d'un plateau et de burettes en argent ainsi que d'un calice, que le curé Nanquette fera restaurer en 1772..
En juin 1793, Nismes fait partie des dix cantons municipaux du district de Couvin, intégré à la France dans le département des Ardennes. Il englobe les deux Dourbes, Fagnolle ou Ligne, ainsi qu'Olloy.
En 1940, les habitants fuient vers le sud, la passerelle du monument explose, et de nombreuses maisons sont détruites.
Le 14 avril 1943 vers 2 h 15, un bombardier britannique, de retour d'un bombardement à Stuttgart, est abattu au-dessus du bois de Nismes. Les 7 hommes d'équipage sont tués. Le 8 mai 2015, une stèle a été dressée à Regniessart en souvenir de ces braves.
En 1977, à la suite de la loi sur les fusions des communes, Nismes est fusionnée avec sept autres communes pour former l'entité de Viroinval dont Nismes et le siège de la nouvelle commune.

## Héraldique
| Armes de l'ancienne commune de Nismes | Les armes de la commune de Nismes se blasonnent ainsi « De gueules à la fasce d'argent. Pour se différencier de Bouillon ou Louvain qui possèdent les mêmes armes, l'écu de Nismes doit être posé devant un Saint-Lambert debout en habits épiscopaux, nimbé, tenant de la dextre une crosse, le crosseron à l'extérieur et de la senestre un livre fermé, le tout d'or,. » |

## Politique et administration

### Liste des bourgmestres jusqu'à la fusion des communes
- Albert Leclercq, de 1831 à 1848.
- Nicolas Côte, de 1848 à 1861.
- Charles Mouvet, de 1861 à 1876.
- Emile Blondeau, de 1876 à 1879.
- Louis Moreau, de 1879 à 1891 (Parti Libéral).
- Julien Fooz, de 1891 à 1894.
- Florent Lapôtre, de 1895 à 1904 (Parti Catholique).
- Séverin Petit, de 1904 à 1912.
- Roch Anciaux, faisant fonction, de 1912 à 1921.
- Urbain Stavelot, de 1921 à 1927, (Parti Catholique).
- Paul Regnier, de 1927 à 1933.
- Gillain Colle, de 1933 à 1939.
- Jules Fooz, de 1939 à 1942 (Parti Ouvrier Belge).
- Marcel Stavelot, faisant fonction, de 1942 à 1944.
- Jules Fooz, de 1944 à 1947 (Parti Socialiste Belge).
- Ernest Allard, de 1947 à 1950 (Parti Social-Chrétien).
- Paul Bourtembourg, de 1950 à 1959 (Parti Social-Chrétien).
- Ernest Allard, de 1959 à 1977[10] (Parti Social-Chétien).

### Jumelage
Châtillon-en-Vendelais (France).

## Patrimoine et culture

### Patrimoine architectural

#### Religieux

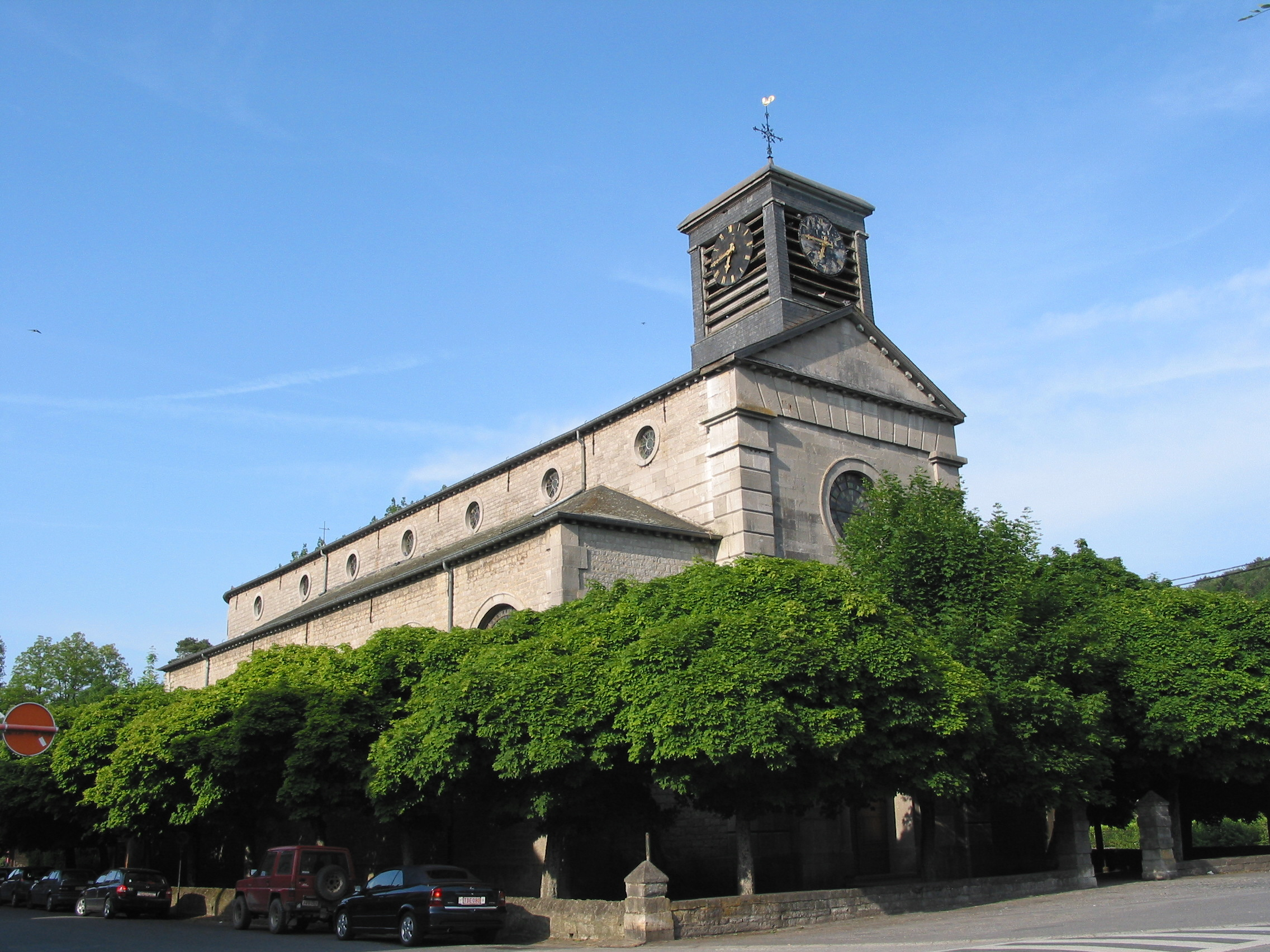
L'église Saint-Lambert.

- L'église Saint-Lambert.L'église Saint-Lambert. Édifice de style néo-classique construit 1829 par l'architecte Jean Kuypers et reconstruit partiellement en 1845[11].
- Ancienne église Saint-Lambert. Reconstruite en 1606[12] et désaffectée en 1845 au profit de la nouvelle église et démolie en 1890[13].
- Chapelle Sainte-Thérèse. Édifice néo-classique du XVIIe siècle dédié autrefois à Saint-Michel[14]. Cette chapelle se situe à côté du château communal.
- Chapelle Saint-Roch. Construite en 1627 par le curé Jean Noël dans l'ancien cimetière des pestiférés[15].
- Chapelle Saint-Joseph. Édifice construit au XVIIe siècle[16].

#### Civils
- Château Licot actuellement la maison communale. Ancienne cense du Maugré, appartenant à la famille Martin jusqu'en 1658, à l'époque à laquelle elle passa aux Baillet. Mis en vente à Michel Licot en 1745 et transformée en 1864 et 1890 qui devient le Château Licot. En 1923 la commune achète le domaine et qui est restauré en 1964[14]. Le château est transformé en hôtel de ville et il est le siège de l'entité de Viroinval.
- Ancienne ferme Bivort. Bâtie au XVIIIe siècle c'était une propriété de la famille du même nom[17]. Elle se situe rue Saint-Roch.
- L'ancien château du Pont d'Avignon, du nom d'un ancien seigneur, détruit en 1554 lors des guerres de Charles Quint[13].
- Maison des Baillis. Édifiée à la fin du XVIe siècle ou au début du XVIIe siècle c'était la résidence des baillis de la châtellenie de Couvin[15].
- Château Bivort. Construit en plusieurs étapes au XVIe ou au XVIIIe siècle. Il passa aux mains de la famille Bivort[18].

### Culture
- Centre Culturel des Fagnes Espoir et Fraternité.

- Boite à Cultures Action Sud.
- Cinéma : Ciné Chaplin.
- Nombreuses œuvres artistiques dans le parc communal.

#### Musée
- Musée du Petit Format d'Art Contemporain.

#### Folklore
- Marche Saint-Lambert, 2e week-end de septembre.

#### Événements
- Marché Terroir et Artisanat, 1er et 3e samedis du mois de mars à novembre.

## Enseignement
Le village possède deux écoles une communale et une libre :
- école communale de Nismes ;
- école libre des 3 Vallées.

## Lieux publics

### Parc

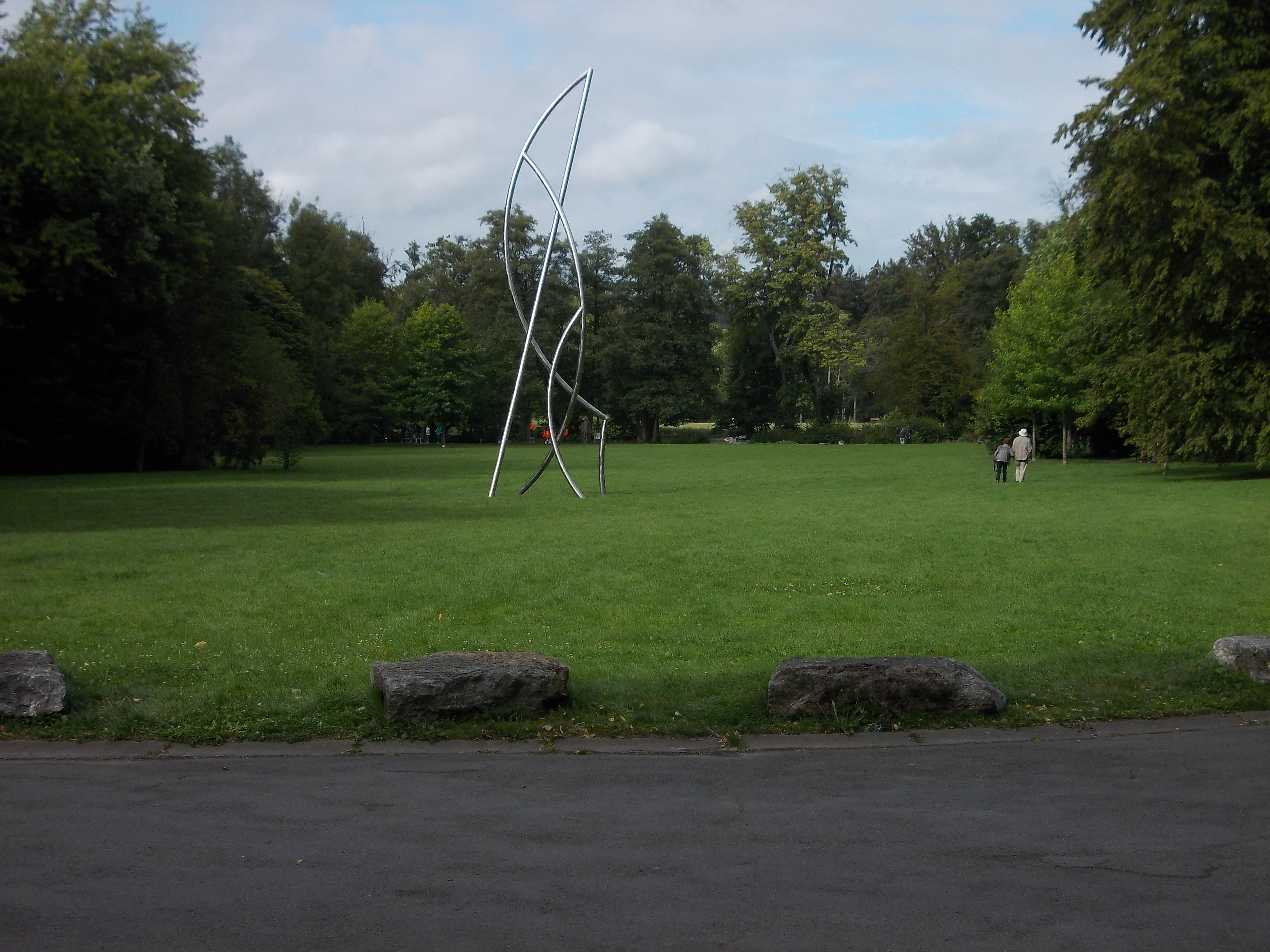
Le parc communal.

Le parc communal possède des sculptures.

### Cimetières
Nismes possède deux cimetières : cimetière de Nismes, rue Saint-Antoine, cimetière, rue du Fourneau.

## Économie
Les bois importants fournissaient du travail à nombre d’habitants : bûcherons, sabotiers, fauldeurs ou charbonniers de bois, préparateurs d’écorces de chêne. L’industrie du fer est importante : extraction et forgerie. Vers 1830, un haut fourneau était actionné par l’Eau Noire. Au début du XXe siècle, on exploite des carrières de pierre et la saboterie occupe 200 sabotiers. Pendant un siècle, le rail a desservi la localité.

### Saboterie
La localité de Nismes a connu une grande prospérité durant la première moitié du XXe siècle grâce à l'exploitation de la forêt et à la transformation du bois. Dans ce contexte, de nombreux sabotiers ont travaillé dans le village, contribuant au bien-être des habitants. La production mécanique de sabots a permis de faire baisser les prix tout en augmentant le nombre d'articles disponibles. Ces entreprises étaient florissantes jusqu'aux années 1935-1940, période où les gens ont commencé à préférer les galoches, des chaussures composées d'une semelle en bois et d'un dessus en cuir, un peu plus chères mais plus solides. Vers les années cinquante, avec la démocratisation des chaussures entièrement en cuir, les usines de sabots ont progressivement cessé leurs activités. Aujourd'hui, le passé industriel de Nismes reste visible à travers quelques cheminées des anciennes fabriques et les petits ateliers le long de l'Eau Noire, dont beaucoup, malheureusement, ont été transformés en garages ou commerces.

### Scierie
Le village de Nismes possède encore deux scieries : Scierie du Fourneau et Scierie Saint-Joseph.

### Commerces
Nismes possède des petits commerce dans le centre comme par exemple cafés, épiceries, etc.  

### Tourismes
Nismes possède la l'Office du Tourisme de Viroinval.
Principaux attractions du village notamment le « Jardin d'O de Nismes » :
- un train touristique « L'Espérance » ;
- un minigolf dans le parc ;
- promenades sur des barques ;
- randonnées pédestres.

Le village est traversé par le train touristique des Trois Vallées de Mariembourg à Treignes.

### Services
- Maison de repos Le Repos Trois Vallées, rue Ainseveau, poste de police de proximité de Viroinval, rue Saint-Roch, poste : Bpost, rue Saint-Roch.

## Galerie

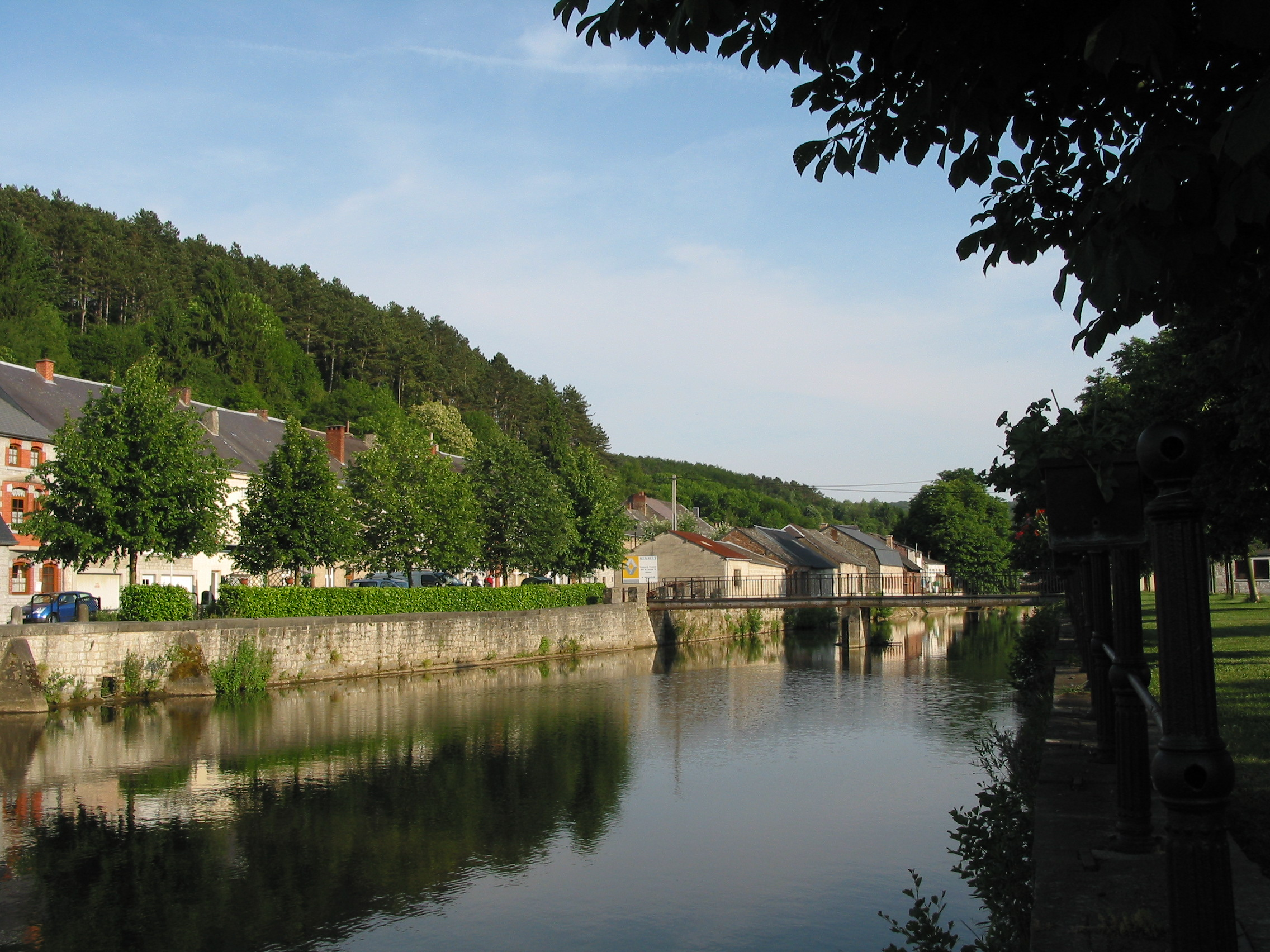
L'Eau Noire.
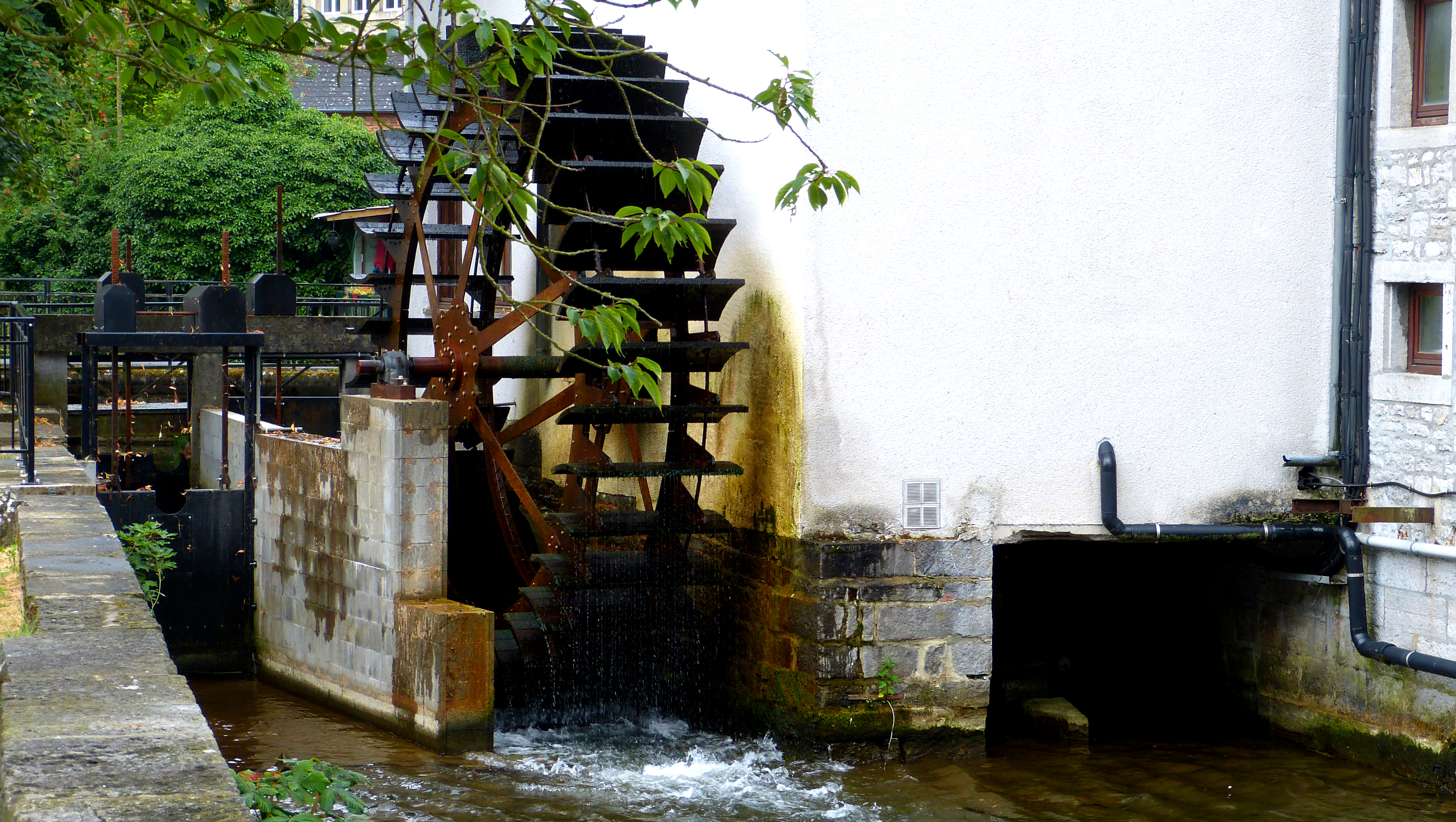
Le moulin électrique.
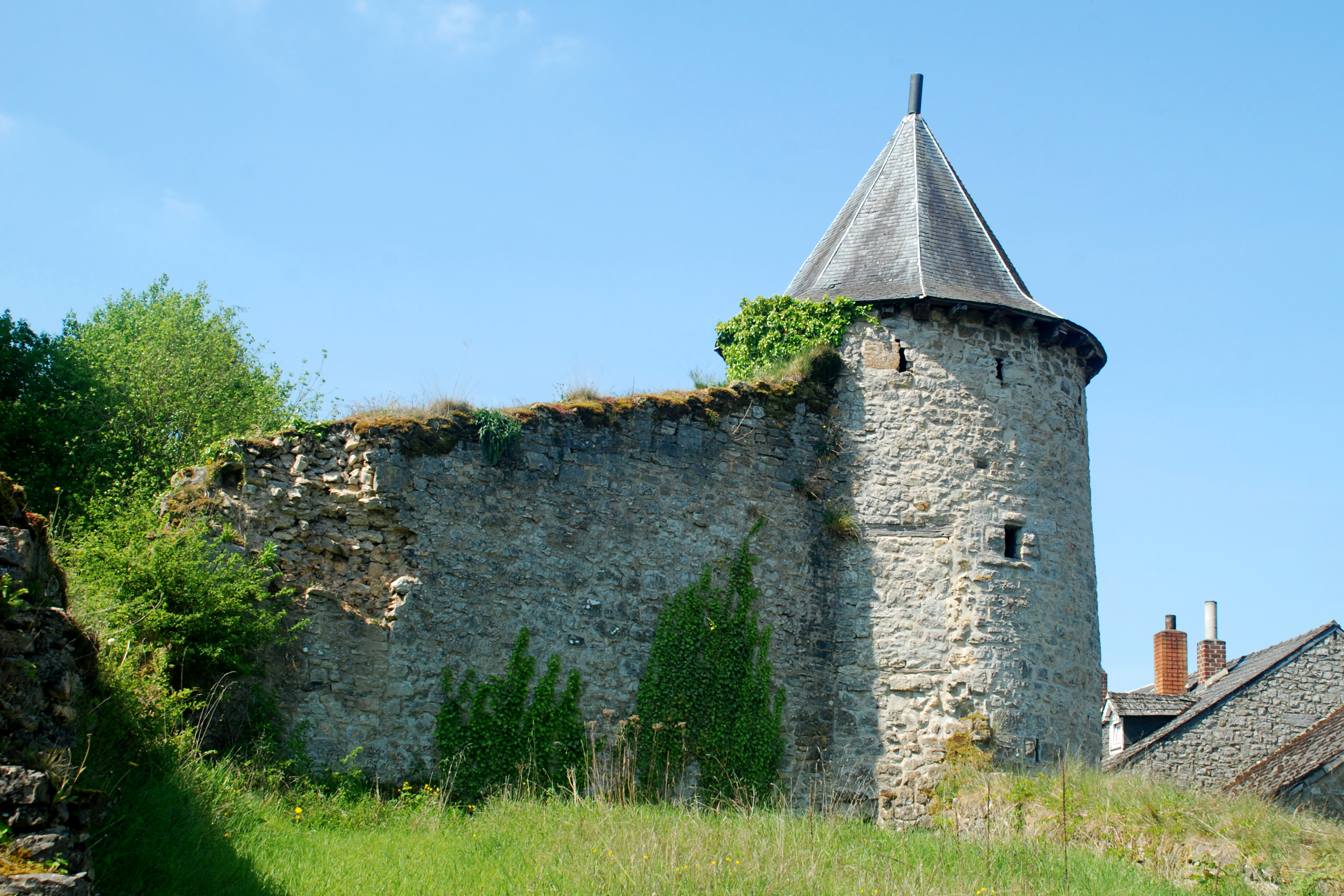
Le château du Pont d'Avignon.
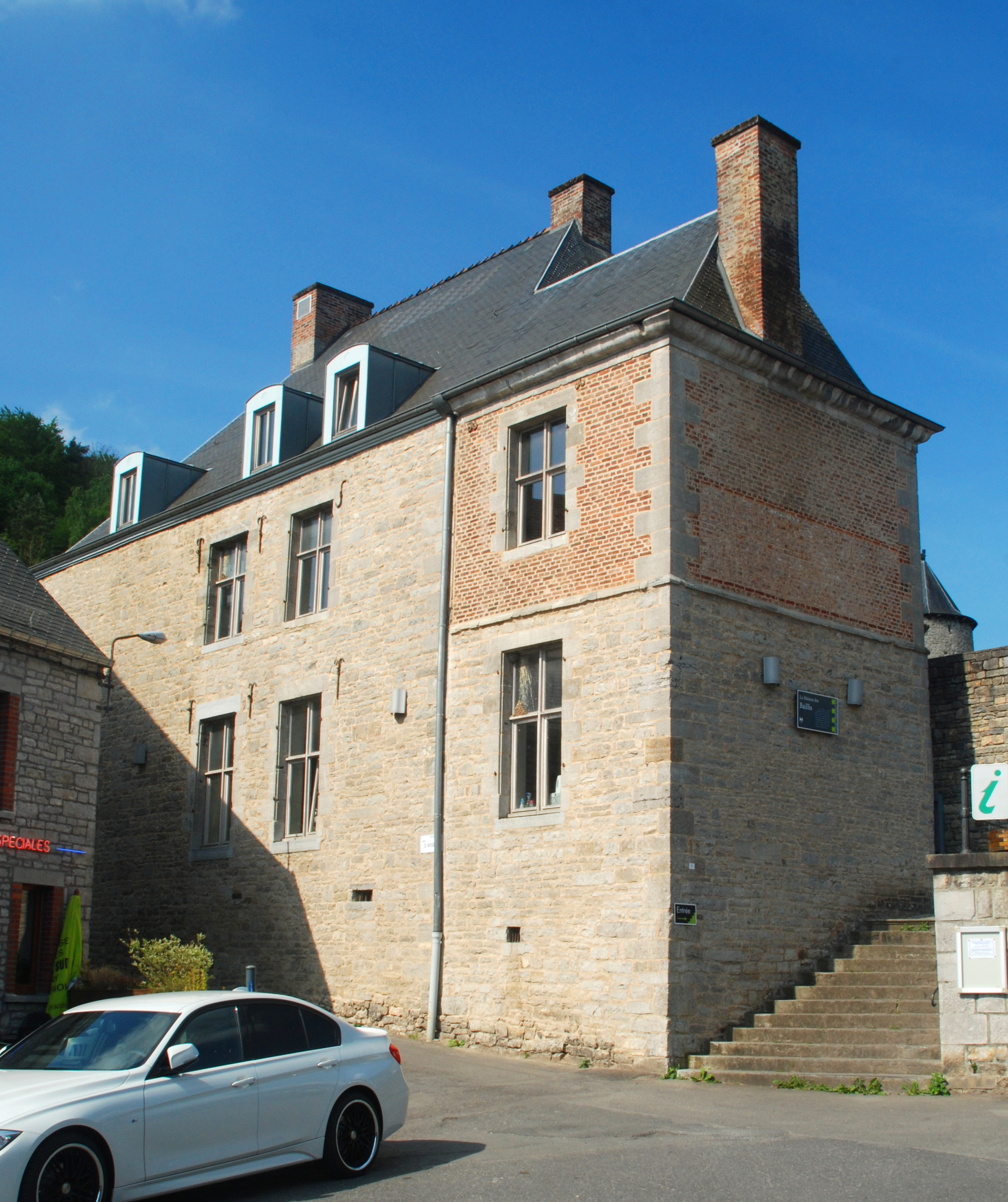
La maison des Baillis.
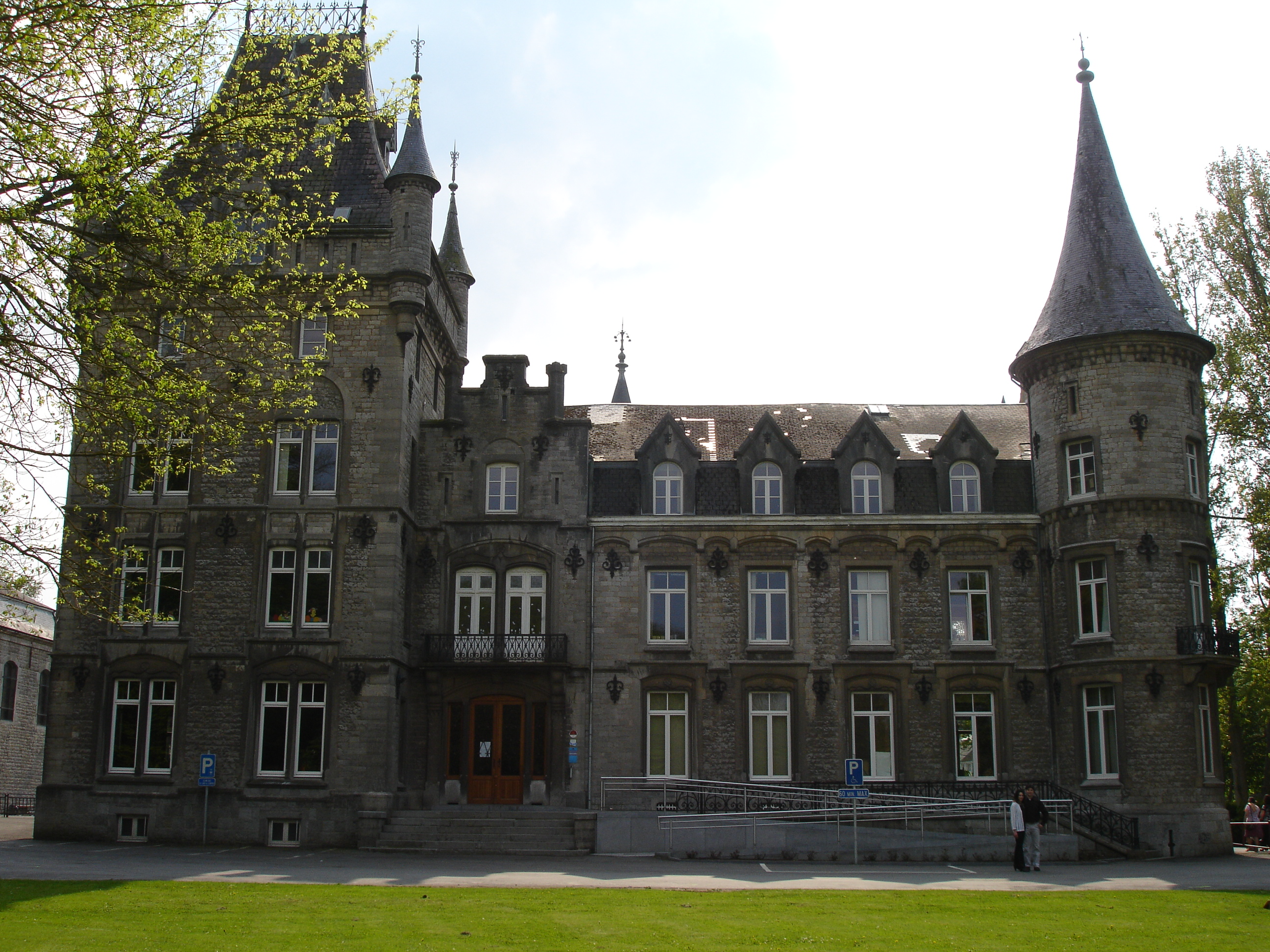
Le château communal. (Château Licot).
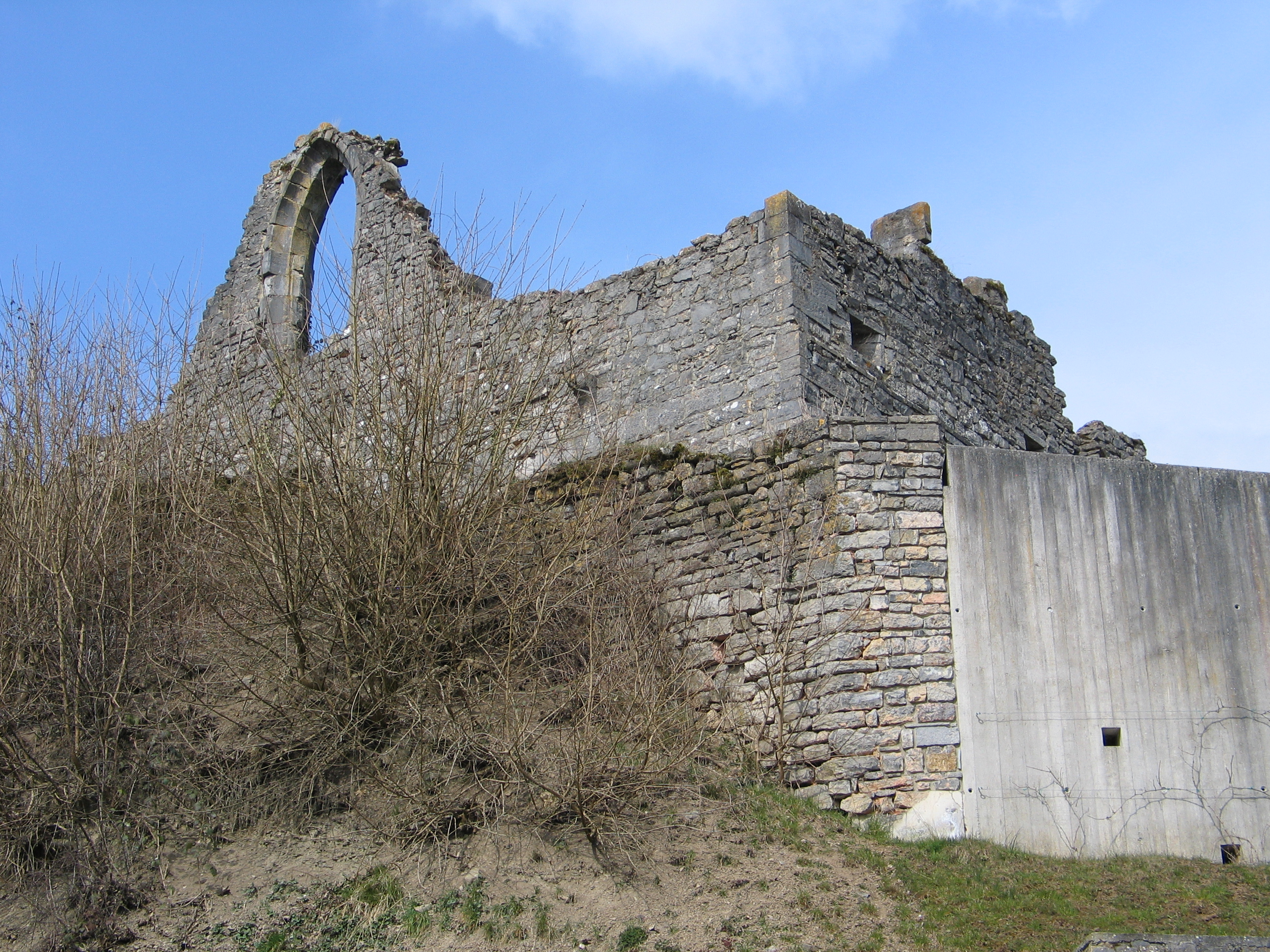
Vestiges de l'ancienne église.
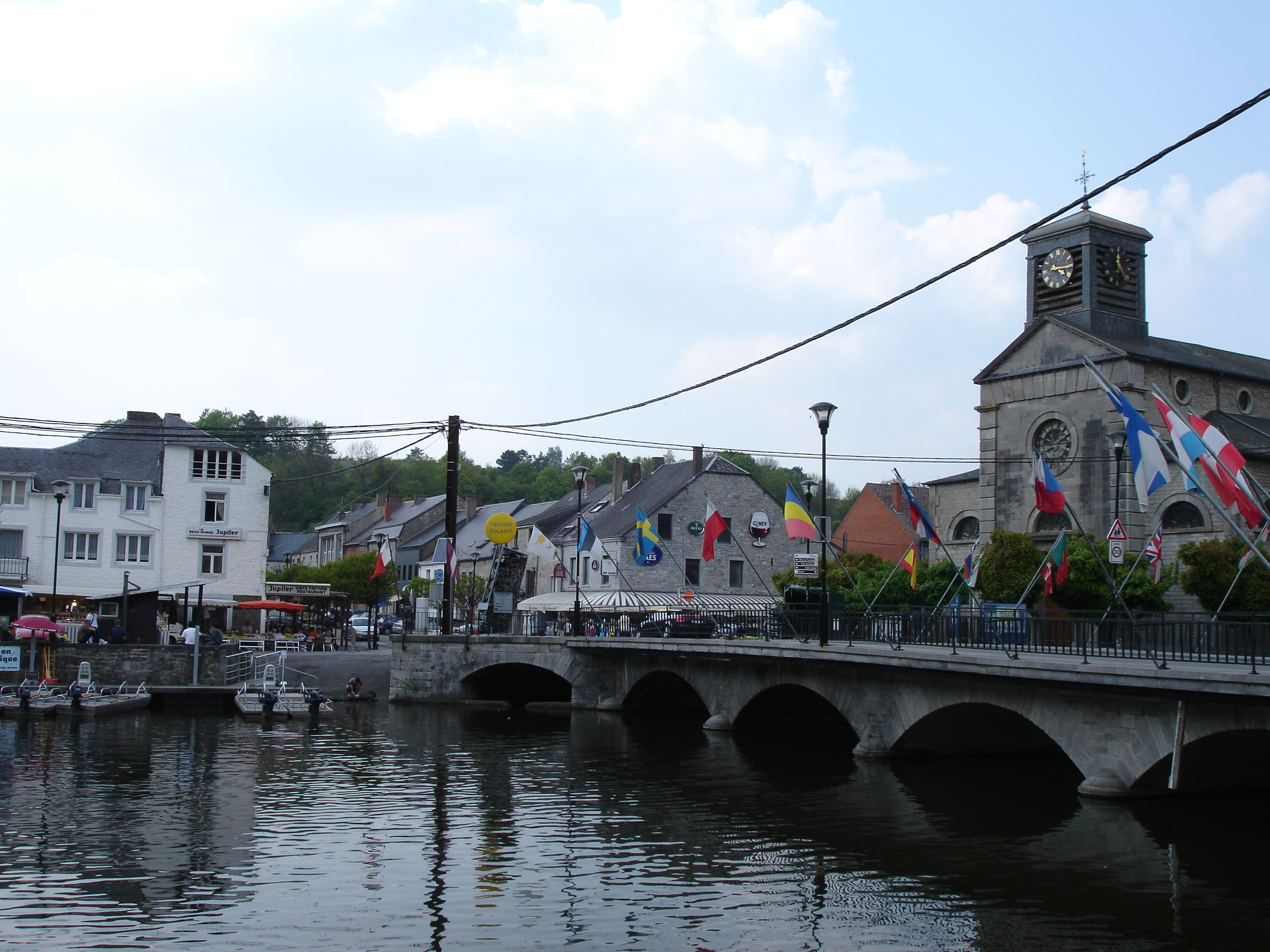
Le centre.

## Sports et vie associative

### Sports

#### Infrastructures
- Stade Joseph Morelle et courts de tennis, rue de la Station.

#### Clubs
- Tennis : TC Nismes.
- Football : OC Nismes.

## Personnalités liées à la commune
- Pierre Bosseau (Nismes, 3 janvier 1668, Zamora, 26 juillet 1741), militaire, marquis de Châteaufort[20].
- Michel Licot, ancien bourgmestre de Nismes (XIXe siècle) et ancien propriétaire du château du même nom dans le parc.